# Friis-Formel
Die Friis-Formel dient in der Nachrichtentechnik zur Berechnung der Rauschzahl einer Kette von Verstärkern oder Dämpfungsgliedern, die aus Stufen zusammengesetzt sind, von denen die einzelnen Rauschzahlen F1,2,... und die Verstärkungsfaktoren G1,2,... bekannt sind. Die Formel ist benannt nach Harald Friis, welcher diesen Begriff 1944 prägte.

## Definition

Verstärkerkette mit bekannter Verstärkungsfaktoren G_{1,2,3} und Rauschzahlen F_{1,2,3} der einzelnen Stufen.

Die Friis-Formel zur Ermittlung der Rauschzahl einer Verstärkerkette mit n Elementen ist gegeben durch:
{\displaystyle F_{\text{gesamt}}=1+(F_{1}-1)+{\frac {F_{2}-1}{G_{1}}}+{\frac {F_{3}-1}{G_{1}G_{2}}}+{\frac {F_{4}-1}{G_{1}G_{2}G_{3}}}+\cdots +{\frac {F_{n}-1}{G_{1}G_{2}G_{3}\cdots G_{n-1}}}}
mit Fn und Gn als Rauschzahl und Verstärkung der n-ten Stufe. Dämpfungsglieder, wie es beispielsweise Kabel darstellen, haben eine Verstärkung G, die kleiner als Eins ist. Die Verstärkungsfaktoren G werden in diesem Zusammenhang auch als Gewinn bezeichnet.
Die Friis-Formel drückt aus, dass das Rauschen der nachfolgenden Verstärkerstufen jeweils um den Gewinn G der vorhergehenden Verstärkerstufen verringert in die gesamte Rauschzahl der Kette eingeht. Somit wird bei identischen Rauschzahlen der Verstärkerstufen derjenige Verstärker insgesamt über die Kette bessere Rauscheigenschaften erbringen, der eine höhere Verstärkung aufweist und möglichst am Anfang der Kette positioniert ist.
Betrachtet man einen rauscharmen Vorverstärker (LNA) als erste Stufe und gibt mit Frest die Rauschzahl der folgenden Stufen an, so gilt für die Rauschzahl der gesamten Kette:
{\displaystyle F_{\text{gesamt}}=F_{\text{LNA}}+{\frac {F_{\text{rest}}-1}{G_{\text{LNA}}}}}
Nach dieser Formel kann ein rauscharmer Vorverstärker die Rauschzahl einer Verstärkerkette verringern, sofern die Verstärkung genügend hoch ist.

## Friis-Formel für die Rauschtemperatur
Die Friis-Formel kann auch mit der Rauschtemperatur ausgedrückt werden:
{\displaystyle T_{\text{gesamt}}=T_{1}+{\frac {T_{2}}{G_{1}}}+{\frac {T_{3}}{G_{1}\cdot G_{2}}}+\dots }